# Faculté de droit de Yale
La Yale Law School, ou YLS, est la faculté de droit de l'université Yale située à New Haven, dans le Connecticut, aux États-Unis. Créée en 1843, l'école délivre l'ensemble des diplômes de droit, de juriste[pas clair] à docteur en droit[pas clair]. Elle accueille également des auditeurs libres et plusieurs centres de recherche en droit. Le prestige de l'école et la petite taille de ses promotions en font l'école de droit la plus sélective des États-Unis. L'école est largement considérée comme étant la meilleure école de droit aux États-Unis.
Parmi d'autres célébrités, l'ancien président William Taft y fut professeur de droit constitutionnel de 1913 à sa démission en 1921 pour devenir juge en chef des États-Unis. Les présidents Gerald Ford et Bill Clinton, tout comme Hillary Clinton et l'actuel vice-président J. D. Vance, sont diplômés de Yale Law School. De nombreux juges à la Cour suprême — y compris les juges actuels Sonia Sotomayor, Clarence Thomas, Samuel Alito et Brett Kavanaugh — ainsi que d'anciens candidats à la présidence et la vice-présidence sont diplômés de l'école. Nusrat Jahan Choudhury, issue de la faculté, est la première femme musulmane et la première américaine d'origine bangladaise à occuper le poste de juge de district des États-Unis pour le district oriental de New York.
La bibliothèque de droit de l'école contient plus de 800 000 volumes. La revue de droit, emblème et symbole de l'école, est le Yale Law Journal.

## Histoire
L'école voit le jour au début du XIXe siècle dans le cabinet d'avocats de New Haven de Seth P. Staples, qui commence à former des avocats. En 1810, Staples engage un ancien élève, Samuel J. Hitchcock, comme associé, qui deviendra propriétaire de la faculté de droit de New Haven, rejoint par David Daggett en 1824. Le blason de la faculté de droit de Yale représente des agrafes et un chien rampant, références au nom de Seth Staples et David Daggett. 
En 2022, deux juges fédéraux d’appel, James C. Ho et Elizabeth L. Branch, ont cessé d’embaucher des diplômés de la faculté de droit de Yale comme assistants juridiques, en raison de préoccupations selon lesquelles l’école réprimait les opinions conservatrices,. 